# Vidrà (kommunhuvudort)
Vidrà är en kommunhuvudort i Spanien.   Den ligger i provinsen Província de Girona och regionen Katalonien, i den östra delen av landet, 500 km öster om huvudstaden Madrid. Vidrà ligger 982 meter över havet och antalet invånare är 165.
Terrängen runt Vidrà är kuperad. Runt Vidrà är det ganska glesbefolkat, med 36 invånare per kvadratkilometer. Närmaste större samhälle är Vilaseca, 8,1 km sydväst om Vidrà. I omgivningarna runt Vidrà växer i huvudsak blandskog.